# عمرش (الحيمة الداخلية)

تعديل مصدري - تعديل

عمرش هي إحدى قرى عزلة الأحبوب بمديرية الحيمة الداخلية التابعة لمحافظة صنعاء، بلغ تعداد سكانها 499 نسمة حسب تعداد اليمن لعام 2004.